# Татаурово (Бурятия)
Татау́рово (бур. Татуур — «заводь») — посёлок в Прибайкальском районе Бурятии. Административный центр сельского поселения «Татауровское».

## География
Посёлок и станция Татаурово Восточно-Сибирской железной дороги на Транссибе расположены на левом берегу Селенги напротив устья реки Итанцы.
Связь с районным центром, селом Турунтаево (расстояние — 18 км), осуществляется Татауровской паромной переправой через Селенгу (ледовая переправа зимой), находящейся непосредственно к северу от посёлка.
Расстояние до Улан-Удэ — 45 км по федеральной автодороге «Байкал», через перевал Мандрик; по железной дороге до вокзала станции Улан-Удэ — 38 км.

## Население
| 2002 | 2008  | 2010  |
| ---- | ----- | ----- |
| 2109 | ↗2153 | ↘1810 |

## История
Изначально заимка и 6 — 10 дворов крестьян, переселившихся из Покровки в 1870-е или 1880-е. Первое название Татауровка.
Посёлок возник в 1900 году при железнодорожной станции Татаурово. Бывшее рядом село Татаурово начали называть Старое Татаурово.
В 1900 году в посёлке открылось почтовое отделение.
В 1918 году в освободившемся здании почтовой станции открылась церковно-приходская школа. В 1923 году было построено новое здание начальной школы. В 1967 году было построено новое одноэтажное каменное здание школы. В 1985 году было построено кирпичное здание детского сада.

## Инфраструктура
Средняя общеобразовательная школа, филиал Байкальского колледжа туризма и сервиса, детский сад, культурно-информационный центр (Дом культуры), библиотека, врачебная амбулатория, почтовое отделение.

## Достопримечательности

### Церковь иконы «Отрада и утешение»
Церковь иконы Божьей Матери «Отрада и утешение»  —  православный храм,  относится к Улан-Удэнской епархии Бурятской митрополии Русской православной церкви. 

## Объекты культурного наследия
- Плиточный могильник — памятник археологии[8];
- Братская могила 7 красногвардейцев, погибших за власть Советов — памятник истории[9].